# Chrotomys mindorensis
Chrotomys mindorensis is een knaagdier uit het geslacht Chrotomys dat voorkomt op Mindoro en de provincies Laguna, Nueva Ecija, Pampanga en Tarlac in Midden-Luzon, van zeeniveau tot 1000 m hoogte.
De soort werd oorspronkelijk als een ondersoort van C. whiteheadi beschreven, maar sindsdien hebben allerlei gegevens aangetoond dat C. mindorensis een aparte soort is. C. mindorensis is een grote soort. Bepaalde kenmerken zijn individueel variabel.
Chrotomys gonzalesi · Chrotomys mindorensis · Chrotomys sibuyanensis · Chrotomys silaceus · Chrotomys whiteheadi